# الدقيقة (محافظة بدر)
الدقيقة قرية من قرى محافظة بدر في منطقة المدينة المنورة في السعودية، تقع غرب المدينة المنورة